# Fernandes Guitars
A Fernandes Guitars 1969-ben alapított japán hangszergyártó vállalat, mely először flamencogitárok készítésével foglalkozott, később pedig akusztikus gitárokat, elektromos gitárokat, basszusgitárokat, hangkitartó hangszedőket (sustainer), erősítőket és pengetőket is elkezdett gyártani. Burny márkanév alatt Gibson-replikákat is készít. A Fernandes hangkitartó hangszedői elektromágneses elven működnek, mely lehetővé teszi a húr rezegtetését mindaddig, amíg a játékos a hangot lefogva tartja.

## Nevezetes gitárosok

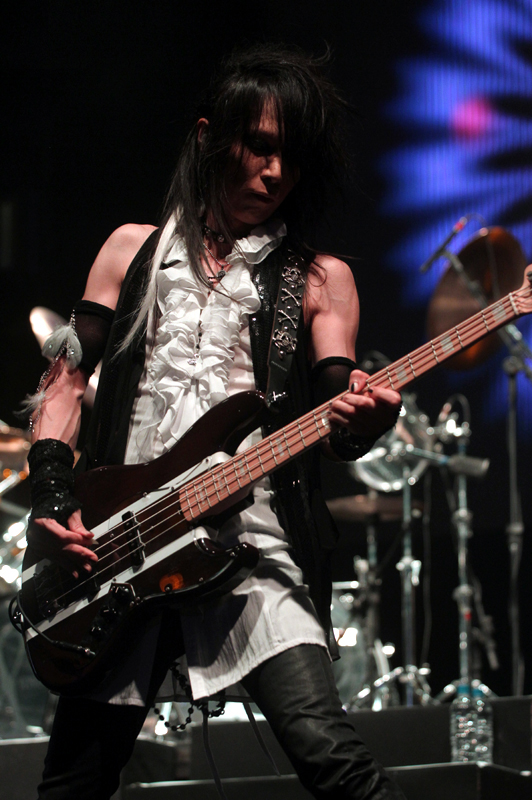
Heath (X Japan) Fernandes basszusgitáron játszik

Gitárosok, akik Fernandes gitárt használnak vagy használtak:
- Brad Gillis, a Night Ranger rockegyüttes gitárosa, korábban Ozzy Osbourne gitárosa[4]
- Billie Joe Armstrong, a Green Day gitárosa[5]
- The Edge, U2, koncerteken[6]
- Heath, a japán X Japan heavy metal együttes basszusgitárosa; signature modellt is készít a nevével fémjelezve a Fernandes.[7] Korábban Burny gitárokat is használt.
- hide (X Japan) szinte kizárólag Fernandes gitárokat használt, számos modellt gyárt a vállalat a nevével fémjelezve.[8]
- Hosino Hidehiko, a japán Buck-Tick együttes gitárosának számos signature modellje van a vállalatnál.[9]
- Imai Hiszasi (Buck-Tick)[9]
- You, a japán Dead End együttes gitárosa[10]
- Steve Hackett, a Genesis és a GTR gitárosa[11]
- Tony Campos, a Fear Factory, az Asesino, és korábban a Static-X és a Soulfly basszusgitárosa[12]
- Dave Kushner, a Velvet Revolver, a Wasted Youth és a DKFXP gitárosa Fernandes Ravelle Signature gitárt használ.[13]
- Kasper Eistrup, a Kashmir és a Danish Band gitárosa